# Matriarchat
Als Matriarchat wird in matriarchatstheoretischen und weiteren Publikationen ein Gesellschaftstyp bezeichnet, in dem alle sozialen und rechtlichen Beziehungen über die Abstammung der mütterlichen Linie organisiert sind, in dem die religiösen Vorstellungen auf eine Ahnfrau oder Große Göttin zurückgeführt werden und in dem Frauen eine zentrale Rolle in Gesellschaft und Religion einnehmen. Es wird dabei oft nicht unterschieden, ob die zentrale Stellung den Müttern oder den Frauen allgemein zugeschrieben wird. Auch eine hypothetische Gesellschaftsordnung, in der Frauen oder Mütter darüber hinaus die alleinige politische Macht innehaben, wird als Matriarchat bezeichnet.
Im populären Sprachgebrauch der Gegenwart wird unter Matriarchat eine Gesellschaftsordnung verstanden, die vorrangig von Frauen geprägt ist. Es gibt jedoch keine wissenschaftlich allgemein anerkannte Definition des Begriffs Matriarchat.
Seit dem 19. Jahrhundert luden zahlreiche Wissenschaftsdisziplinen, kulturelle, soziale und religiöse Strömungen den Begriff – oft unter der Bezeichnung „Mutterrecht“ – mit immer wieder anderen Vorstellungen und Inhalten auf und verwendeten ihn in dem jeweiligen historischen und kulturellen Zusammenhang entsprechend ihrer Weltanschauung. Es wurde auch darüber gestritten, ob es sich bei dem Matriarchat um Fakten oder um Wunsch- bzw. Angstbilder handelt. Es ist weitgehender Forschungskonsens, dass „sich das Matriarchat als Mutterherrschaft spiegelbildlich zum Patriarchat historisch nicht nachweisen lässt“.
Synonyme für Matriarchat sind die heute kaum mehr verwendeten Begriffe Mutterrecht und Gynäkokratie Diese semantische Gleichsetzung oder Bedeutungsinterpretation wird aber nicht von allen Theorien zum Matriarchat angenommen, sehen sie doch im Matriarchat keine direkte, konträre Herrschaftsform zum Patriarchat. Für matriarchal sind gebräuchlich matriarchalisch oder matrizentrisch. In Abgrenzung dazu beschreiben die ethnosoziologischen Begriffe matrilinear, matrilokal und uxorilokal Abstammungs- und Wohnsitzregeln. Mit Matrifokalität wird in der Ethnologie eine zentrale Rolle von Müttern in matrilinearen, patrilinearen oder anderen Verwandtschaftssystemen bezeichnet.

## Etymologie
Matriarchat ist ein Kunstwort, das im deutschen Sprachraum erstmals Ende des 19. Jahrhunderts auftaucht, in Analogie zum bereits bestehenden Begriff Patriarchat und in Anlehnung an die bis dahin gebräuchlichen Bezeichnungen Mutterrecht und Gynaikokratie. Das Wort setzt sich zusammen aus lateinisch mater ‚Mutter‘ und altgriechisch ἄρχειν árchein, deutsch ‚herrschen, walten‘ oder ἀρχή archḗ „Anfang; Regierung“ (siehe dazu Vorsilbe archi-, Erz-, Ober-).

## Geschichte der Matriarchatstheorien
Die Anfänge der Theorien zu Matriarchaten entstammen rechtshistorischen und ethnologischen Beiträgen des 18. und des 19. Jahrhunderts. Der historische Materialismus (aber auch schon Johann Jakob Bachofen) versteht das Matriarchat als eine allgemeine und notwendige Stufe der Gesellschaften der Ur- und Frühgeschichte. Im 20. Jahrhundert gehörten sie zum Bestand marxistisch orientierter Kulturwissenschaften. Dabei wurden auch schwärmerische Elemente mit historischen Tatsachen verbunden, um einen Gegenentwurf zur patriarchalischen Struktur westlicher Industriegesellschaften zu gewinnen. Das Patriarchat wurde weitgehend für soziale Zustände und moralische sowie psychologische Haltungen und Zwänge verantwortlich gemacht und das Matriarchat dabei entweder positiv als utopischer Urzustand der Gesellschaft oder abwertend als rückschrittliche Kulturstufe gedeutet.
Die These der Existenz einer allgemeinen vorgeschichtlichen matriarchalen Kulturstufe oder zumindest eines Kults einer Großen Göttin wurde vom Ende des 19. bis Mitte des 20. Jahrhunderts vor allem in der englischen Urgeschichte und Archäologie relativ häufig vertreten. Deutschsprachige Prähistoriker hatten in den 1930er Jahren die Nähe zum Nationalsozialismus gesucht. Ein herausragender Vertreter war Oswald Menghin, der mit seinem Buch Die Weltgeschichte der Steinzeit (1931) die Meinung vertrat, dass vor allem die neolithischen Kulturen durch ein Matriarchat geprägt waren. Als Folge herrschte in Westdeutschland nach 1945 in der Ur- und Frühgeschichte eine dezidierte Zurückhaltung im Bereich Theoriebildung. In der sowjetischen Archäologie machte sich eine marxistische Deutung der Urgeschichte bemerkbar: Die in den 1920er und 30er Jahren entdeckten paläolithischen Venusfiguren galten als Belege für ein urkommunistisches Matriarchat.
Während in einschlägigen Fachwissenschaften der Rückgriff auf den Matriarchatsbegriff als ungeeignet für die Erforschung von sozialen Systemen und der ihnen innewohnenden Macht- und Geschlechterverhältnisse abgelehnt wird, erfolgte ab Ende der 1970er Jahre eine Aneignung durch Vertreterinnen der essentialistischen Zweige des Second-Wave-Feminismus. Sie gehen – wie Bachofen – davon aus, dass das Matriarchat im Besonderen eine Zeit der Ur- und Frühgeschichte war, in der vor allem Frauen kulturschöpferisch und -prägend waren, aber nicht geherrscht haben.
Siehe auch: Feministische Matriarchatsideen seit der zweiten Frauenbewegung.

## Vorschläge zur Bestimmung des Matriarchatsbegriffs
In den Fachwissenschaften und auch in sonstigen Publikationen wurden und werden unterschiedlichste Präzisierungen des Begriffs „Matriarchat“ vorgeschlagen.
 Johann Jakob Bachofen
Johann Jakob Bachofen (1861) und in dessen Rezeption u. a. Friedrich Heiler sahen als konstitutive Merkmale einerseits das Bestehen mutterrechtlicher Institutionen, andererseits
- eine „hervorragende Stellung der Frau in Kult u[nd] Religion (zum Beispiel als Ahnfrau, Seherin, Priesterin)“
- „die Verehrung einer weibl[ichen] Gottheit“[19]

Merkmale der bachofenschen Gynaikokratie sind:
- Soziale Vorrangstellung der Mutter; alleiniges Erbrecht der Töchter; dem Mutterbruder komme eine Sonderstellung zu; Recht der Frau sich ihren Partner selbst zu wählen.
- Muttermord sei das größte Verbrechen und unsühnbar.
- In der Religion nähmen Göttinnen, ausgehend von der einen Erdgöttin, in deren Verehrung er den Ursprung jeder Religion annahm, und deren Priesterinnen eine überragende Stellung ein.
- Wirtschaftlich finde sich hoch entwickelter Ackerbau, der gemeinschaftlich von Frauen betrieben werde. Männer würden die Jagd betreiben und seien häufig abwesend.
- Politisch gelte allgemeine Gleichheit und Freiheit; die Frau stehe an der Spitze des Staates, wobei gewisse Aufgaben an Männer delegiert würden.

Bachofen gebrauchte den Terminus Gynaikokratie, doch implizierte dies bei ihm nicht Herrschaft von Frauen über Männer. Erst die Übersteigerung der Gynaikokratie habe schließlich zum Ende des Mutterrechts und zum Sieg des Vaterrechts geführt, dem eine Phase des Kampfes zwischen Amazonen und patriarchalen hellenischen und römischen Heroen vorausgegangen sei. „Die Frau überreizte ihre Macht, und es gelang den Männern die Vorherrschaft zu erlangen.“
 Birgit Heller
Birgit Heller (1997) umreißt den Matriarchatsbegriff wie folgt: „Gemeint ist meistens eine Ges[ellschafts]-Form, die durch die Dominanz der Mutter beziehungsweise Frau gekennzeichnet ist, od[er] die Abstammungs- u[nd] Erbfolge nach der Mutter, die sich mehr od[er] weniger günstig auf die Stellung v[on] Frauen auswirkt.“
 Angela Schenkluhn
Angela Schenkluhn (2006) schlug vor, kulturwissenschaftliche Begriffe wie Matrilinearität, Matrilokalität oder Matrifokalität, die sich auf die Organisation von Verwandtschaftsbeziehungen beziehen, strikt zu trennen von Matriarchatsbegriffen, die sich demgegenüber auf einen bestimmten Gesellschaftstyp beziehen. Da für einen solchen Gesellschaftstyp des „Matriarchats“ bisher weder historische noch archäologische Evidenzen existierten, sollte der Matriarchatsbegriff verstanden werden als „sozialer Mythos innerhalb bestimmter ideologischer Systeme“. Als Basiselemente wichtiger Theorien zu Matriarchaten macht sie aus:
- eine dominierende Rolle der Frau in Gesellschaft und Politik (Matriarchat im engeren Sinne)
- Bestimmung von Rechtsverhältnissen der Abstammung, Erbschaft, Familie und Wohnung durch die Mutterlinie (Matrilinearität, Matriarchat [im weiteren Sinne])
- Verehrung weiblicher Gottheiten in Religion und Mythologie[22]

 Cäcilia Rentmeister
Cäcilia Rentmeister definierte 1980 als Erste das Matriarchat ausdrücklich nicht als spiegelbildliche Umkehrung von Patriarchat, sondern als Mutter-Anfang oder Mutterprinzip und nimmt eine Merkmalsdefinition vor, mit der sie hervorhebt, welche Vorteile diese Gesellschaftsform für Frauen und Mütter sowie für die Vermeidung von Gewalt gegen Frauen und die Bewältigung von Konflikten zwischen den Geschlechtern in den von ihr besuchten Ethnien (Minangkabau, Nayar) hätte. Sie listet deshalb eine Reihe von idealtypischen Merkmalen auf, die sowohl einzeln als auch zusammen auftreten können bzw. konnten, darunter:
- Matrilinearität: Familienname, Haus, Land und bewegliche Güter werden in weiblicher Linie vererbt, – mit der Folge konfliktarmer Scheidungen und Scheidungsfolgen, und dass es keine „illegitimen“ Nachkommen gibt
- Matrilokalität: Nachkommen wohnen „am Ort der Muttersippe“, auf dem Land, in den Häusern der Muttersippe
- Avunkulat: herausgehobener Status des in weiblicher Linie verwandten Onkels/Schwester-Bruders
- Frauen in wichtigen kultischen und symbolisch-religiösen Rollen: Ahnenverehrung, Zurückführen der Gruppe, des Volkes, der Ethnie auf eine weibliche Urahnin oder Schöpferin, animistische Vorstellungen und Praktiken
- Besuchsehe, bei der Männer und Frauen in Häusern ihrer jeweiligen Matrilineage wohnen bleiben und sich nur „besuchen“
- Männer als repräsentative „Stimme“, die geschlechterdemokratisch gefasste Beschlüsse in der Öffentlichkeit verkünden – eine Rolle, die zur Überschätzung der realen Machtposition von Männern führte, wie beispielsweise bei den oftmals matrilinearen Indianern Nordamerikas / Native Americans
- Besitz in Händen von Frauen(sippen) fördert gesamtgesellschaftlichen Wohlstand und trägt signifikant zur Gewaltvermeidung bei[24]
- Wahrnehmung der „Reproduktiven Rechte“[25] durch Frauen, insbesondere Geburtenkontrolle, mit der Folge geringeren Bevölkerungswachstums als bei umgebenden patriarchalen Ethnien

 Heide Göttner-Abendroth
Heide Göttner-Abendroth (1980) setzt die Existenz von Matriarchaten in Vergangenheit und Gegenwart voraus als von Frauen geschaffene und in allen Bereichen geprägte Gesellschaften mit „komplementärer Gleichheit“, in denen die „Mutter als Prototyp“ gelte, denn vom mütterlichen Verhalten seien die tragenden Werte der Gesellschaft abgeleitet. Diesen hypothetischen Gesellschaftstyp definiert sie auf vier Ebenen:
- Soziale Merkmale: Matrilinearität, Matrilokalität und Matri-Uxorilokalität (Wohnort bei der Mutter). Biologische Vaterschaft ist neben der sozialen Vaterschaft zweitrangig.
- Politische Merkmale: egalitäre und herrschaftsfreie Gesellschaften. Konsensdemokratie auf verschiedenen Ebenen (Sippenhaus, Dorf, Region). Abweichend dazu definiert Göttner-Abendroth historische Matriarchate auch als „[…] Herrschaft einer Stammmutter über die Sippe (= Clan = Dorfgemeinschaft) beziehungsweise eines Priesterinnenkollegiums über einen theakratisch aufgefassten Stadtstaat oder einen Bund solcher Stadtstaaten.“[27]
- Ökonomische Merkmale: meist Garten- oder Ackerbau in Subsistenzwirtschaft. Kein Privateigentum. Die Frauen haben die Kontrolle über die wesentlichen Lebensgüter. Das Ideal ist Verteilung und Ausgleich und nicht Akkumulation. Dieser Ausgleich werde durch gemeinschaftliche Feste erreicht.[28]
- Weltanschauliche Merkmale: Ahnenkult. Die Natur gilt als heilig. Die Erde als die „Große Mutter“ ist die eine Urgöttin, die andere ist die kosmische Göttin als Schöpferin des Universums. Es handele sich um „sakrale Gesellschaften und Göttinkulturen“.[28]

In ihrer kritischen Vorstellung Göttner-Abendroths als „Klassikerin der Matriarchatsforschung“ merkt Stefanie Knauss an: „In der Ethnologie, Anthropologie, Archäologie und Religionswissenschaft steht man ihrer Theorie meist eher ablehnend gegenüber, da die Existenz des von ihr beschriebenen Matriarchats mit ihrer Methode nicht nachgewiesen werden kann […].“

## Matriarchat aus ethnologischer Sicht
In Matriarchatstheorien, einigen älteren Publikationen und mitunter auch im populären Sprachgebrauch wird von Matrilinearität oder Matrilokalität auf den Gesellschaftstyp des Matriarchats geschlossen oder damit gleichgesetzt. Einige indigene feministische Autorinnen wie Ifi Amadiume und Martha Harroun Foster, die die Geschichte ihrer eigenen Ethnien erforschen, verwenden ebenfalls den Begriff „Matriarchat“. Sie heben damit die Andersartigkeit gegenüber westlichen Gesellschaftsmodellen und eine starke Rolle der Frauen vor der Kolonisierung und Missionierung hervor und verleihen ihren politischen Schlussfolgerungen auf diese Weise Nachdruck. Von feministischen Ethnologinnen seit Mitte der 1970er Jahre wurde der Matriarchatsbegriff jedoch mehrheitlich verworfen. In der neueren Ethnologie und Sozialanthropologie wird der Begriff „Matriarchat“ nicht mehr verwendet.

## Matrilineares Verwandtschaftssystem
Der Begriff Matrilinearität beschreibt „die soziale Definition der Verwandtschaft und der daraus abgeleiteten individuellen Rechte und Pflichten, insbesondere auch der Erbansprüche, sowie der sozialen Gruppenzugehörigkeit nach der Deszendenz aus der mütterlichen Linie.“
Entscheidend ist dabei die ausschließlich weibliche Abstammung der Vorfahren eines Menschen (fachsprachlich uterine Deszendenz: „Nachkommen aus der Gebärmutter“), die Linie läuft über die Mutter, deren Mutter (Großmutter), wiederum deren Mutter (Urgroßmutter) und so weiter zurück bis zu einer Stammmutter. Solche einlinigen Abstammungsregeln – nur über die mütterliche oder nur über die Linie der Väter – finden sich in vielen nicht-staatenbildenden Gesellschaften und ethnischen Gruppen, in denen es wichtige Güter wie Land und Vieh aufzuteilen und zu vererben gilt.
Eine früher behauptete Abhängigkeit von Matrilinearität und Ackerbau treibenden Gesellschaften gibt es allerdings nicht. Die Ethnologin Gabriele Herzog-Schröder wies 2000 darauf hin, dass die Grundidee der Deszendenz in ihren Ausformungen der Matrilinearität und der Patrilinearität aus einer Zeit stamme, „als die Anthropologie von Mutmaßungen über die Evolution der Beziehungen zwischen den Geschlechtern beherrscht wurde.“ Die Sozialstruktur einer Gesellschaft sei nicht zwingend von der Abstammungsregel abhängig. Vom Vorfinden einer matrilinearen Verwandtschaftsorganisation lasse sich nicht darauf schließen, dass Frauen die alleinige politische Macht innehaben, vielmehr werden in solchen Gesellschaften politische und repräsentative Aufgaben in der Regel innerhalb und außerhalb der Matri-Abstammungsgruppe (Lineage) von Männern wahrgenommen.
 Im Jahre 1998 verzeichnete der Ethnographic Atlas 160 rein matrilineare indigene Völker und Ethnien, das waren rund 13 % der weltweit erfassten 1267 Ethnien, dazu weitere 101 Ethnien (8 Prozent), bei denen die Mütterlinie im Rahmen einer bilinearen oder parallelen Abstammungsregel ihre eigenständige Geltung hat. Ein Drittel der matrilinearen Ethnien folgt der ehelichen Wohnsitzregel der Matri-Lokalität, bei der nach der Heirat „Töchter im Hause ihrer Mutter“ wohnen bleiben, „während die Söhne im Hause ihrer Ehefrauen beziehungsweise deren Mutter wohnen“, also dort hinziehen (auch bezeichnet als Uxori-Lokalität: „Wohnsitz bei der Ehefrau“).

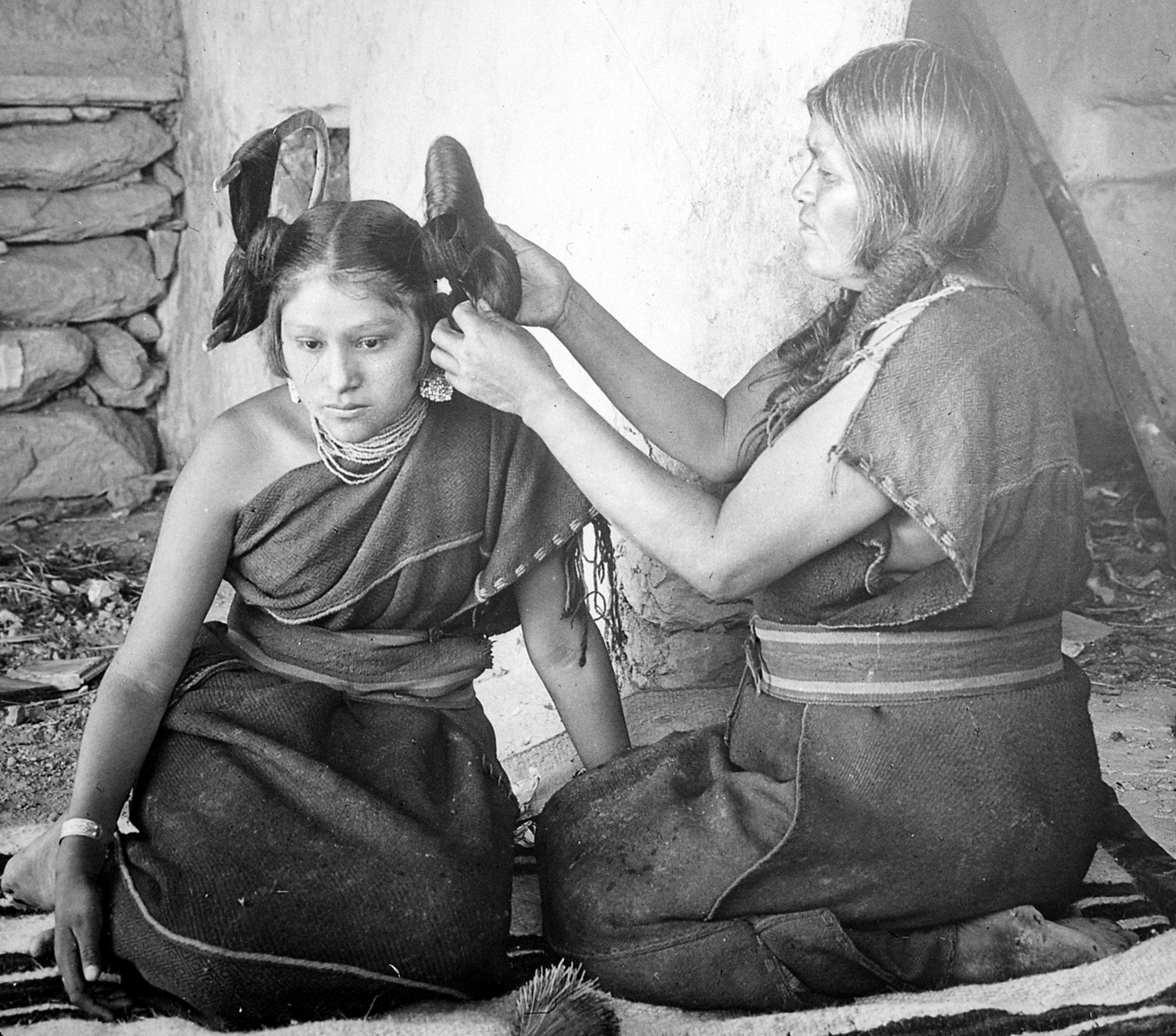
Eine Hopi bindet das Haar eines unverheirateten Mädchens zur traditionellen „Schmetterlingsfrisur“ (um 1900)

Insgesamt hat Matrilinearität bei rund 20 % der mittlerweile 1300 erfassten Ethnien eine entscheidende Bedeutung für die soziale Organisation; zu diesen Gesellschaften gehören:
- die Minangkabau auf Sumatra
- die Marshaller und die Palauer im Westpazifik
- die Bougainvilleer und die Trobriander im Südpazifik
- die Tolai in Papua-Neuguinea
- die Mosuo in China
- die Khasi und die Garo in Nordostindien, die Nayar und die Lakshadweep in Südindien
- die Akan in Ghana, Togo und der Elfenbeinküste
- die Tuareg in Nordafrika
- die Makonde in Tansania und Mosambik
- die Serer im Senegal
- die Chewa in Malawi
- früher die Bijagos in Guinea-Bissau
- früher die Akebu in Togo
- die Luvale in Angola und Sambia
- die Irokesen in den USA und Kanada
- die Navajo, Zuñi, Acoma und Jemez in New Mexico, die Hopi in Arizona, USA
- die Wayuu (Guajiro) und die Wayapopihíwi in Kolumbien und Venezuela
- die Warao in Venezuela
- die Kuna in Panama

Aufgrund von Kolonisation und Missionierung oder anderen gesellschaftlichen Prozessen weisen diese Ethnien aber nicht mehr alle Züge ihrer vermuteten ursprünglichen Kultur auf, wie es am Beispiel der Minangkabau gezeigt werden kann, deren Geschichte und gegenwärtige Situation gut belegt ist.

### Beispiel: Die Minangkabau
In Schriften des 19. Jahrhunderts, die sich auf die Aufzeichnungen niederländischer Kolonialbeamter stützten, sowie in feministischen Matriarchatsthesen der Gegenwart werden die Minangkabau als klassisches Beispiel für ein Matriarchat genannt. Diese Bezeichnung wurde auch von einem Teil der Minangkabau übernommen, um die mütterliche Erbfolge mit einer starken Stellung der Frauen als wesentliches Element ihrer kulturellen Identität zu bezeichnen.
Mit insgesamt über drei Millionen Menschen sind die Minangkabau auf Sumatra die größte bekannte matrilineare Bevölkerungsgruppe der Welt. Das Verwandtschaftssystem wies auch bilaterale Züge auf: Die Lineage des Vaters hieß bako und wurde von den Kindern gern besucht. Ursprünglich praktizierten die Minangkabau matrilokale Wohnsitzregeln, heute sind Kernfamilien eine gängige Lebensform. Der Autorität der Frau im Haus stand die Repräsentation durch den Mann innerhalb der Matrilineage und in der Öffentlichkeit gegenüber; in einigen Gebieten existiert diese Doppelautorität bis heute. Die Minangkabau sind Reisbauern, jedoch praktizierten sie schon in vorkolonialer Zeit keine traditionelle Subsistenzwirtschaft; vielmehr wurde auch für den regionalen wie überregionalen und bereits seit dem 18. Jahrhundert für den Weltmarkt produziert, zum Beispiel eine spezielle Zimtsorte, Färberfrüchte und Kaffee. Die gleichrangige Stellung von Frauen und Männern beruhte bei den Minangkabau auf einem Zusammenspiel der weiblichen und männlichen Anbausysteme. Nach ihrem Adat-Recht sind Land und Produktionsmittel Gemeineigentum. Frauen und Männer erhielten Nutzungsrechte, über die wiederum die ältesten Frauen und die männlichen Vorstände der matrilinearen Gruppen gemeinsam entschieden. Beide Geschlechter waren demnach gleichermaßen ökonomisch abgesichert. Über persönliche Einkünfte konnten Männer und Frauen als „eigenes Gut“ verfügen, bei ihrem Tod ging es in das Gemeinschaftseigentum über. Die Minangkabau kennen zwei Formen des Gemeineigentums: das der matrilinearen Gruppen (harato pusako) und das der Dörfer (ulayat); über deren Erbregeln gibt es seit einigen Jahren Konflikte zwischen dem Adat und dem islamischen Recht. Neben der bäuerlichen, vorstaatlichen Gesellschaftsstruktur existierte eine Aristokratie, die zwar keine reale politische Macht innehatte, jedoch den Goldhandel kontrollierte und deren Könige über eine große sakrale Autorität verfügten. Ihre Ethnische Religion war animistisch; sie kannte Schamaninnen und Schamanen. Seit der Unabhängigkeit Indonesiens 1945 sind die Minangkabau Moslems, was die geistig-religiöse Vorrangigkeit der Männer zur Folge hatte. Die Minangkabau tradieren jedoch weiterhin das Adat, ihr ungeschriebenes Gesetz, und versuchen dessen Regeln in ihren Alltag zu integrieren (siehe dazu Kultur der Minangkabau).

## Matriarchat und Feminismus
Die Kultur- und Sozialanthropologin Ingrid Thurner sieht die Idee eines Matriarchats als „feministischen Traum“ und als „emanzipatorische Illusion“, da es nie eine Machtkonstellation gegeben habe, in der Frauen geschlechterexklusiv die politische Macht innegehabt hätten. Sie sieht jedoch in matrilinearen Gesellschaften Möglichkeiten weiblicher Ermächtigung. Die Ökonomin Sara Lowes analysierte im sogenannten matrilinearen Gürtel Afrikas demografische und gesundheitsbezogene Daten aus 14 Ländern südlich der Sahara und fand heraus, dass in matrilinearen Gesellschaften Frauen seltener häusliche Gewalt für gerechtfertigt halten und sie weniger häusliche Gewalt erleben. Sie würden über größere Entscheidungsfreiheit verfügen, etwa für Familienbesuche und für die Inanspruchnahme gesundheitlicher Versorgung. Bildungslücken zwischen männlichen und weiblichen Nachkommen würden geschlossen und die kindliche Gesundheitssituation sei besser.

## Matriarchat aus archäologischer Sicht
Gemäß weitestgehendem fachwissenschaftlichem Konsens gibt es gegenwärtig zwar matrilineare und matrilokale Gesellschaftsformen, es gibt aber keine anthropologischen oder archäologischen Belege für die Idee einer allgemeinen „matriarchalen Phase“ menschlicher Gesellschaften. Matrilinearität, das heißt die Abfolge der Verwandtschaftlinie von Mutter zur Tochter, wird – beispielsweise von Sarah Blaffer Hrdy – interpretiert als ein Effekt tribaler Hortikultur, in der Frauen das Land bebauen.
Während ältere Publikationen versuchten, paläolithische Figuren, insbesondere Venusstatuetten heranzuziehen, um die Idee einer Existenz von Matriarchaten zu stützen, wird dieses Vorgehen seit Mitte des 20. Jahrhunderts fachwissenschaftlich weithin als unhaltbar zurückgewiesen. Über die „Venus von Willendorf“, eine berühmte Frauenstatuette aus dem Jungpaläolithikum, von deren sakraler Bedeutung und Beweiskraft für eine matriarchale Kosmologie die Anhängerinnen einer Bewegung, die Spiritualität mit Feminismus vereint, überzeugt sind, schreibt die Ur- und Frühgeschichtlerin und Ethnologin Bärbel Auffermann:

„[…] eines werden wir nie erklären können: Warum die Figur angefertigt wurde. Die Antwort auf diese Frage ist seit Jahrzehntausenden von Jahren verstummt. Jeder heutige Versuch einer Antwort bleibt Spekulation.“

Von Fachwissenschaftlerinnen wird zudem verneint, dass mit archäologischen Methoden weitreichende Aussagen über Gesellschaftsstrukturen zu gewinnen sind. Das Matriarchat sei mit archäologischen Mitteln weder zu beweisen noch zu widerlegen, was auch für das Patriarchat gelte.
Die neuere archäologische Elitenforschung, die sich auch mit einem kritischen Abgleich archäologischer und anthropologischer Daten beschäftigt und der Frage geschlechtsspezifischer Grabbeigaben nachgeht, stellt eine herausgehobene Position von Frauen im religiösen Bereich als Kontinuum in der gesamten Vor- und Frühgeschichte fest. Dabei könne es auch Hinweise auf das soziale Geschlecht geben. „Anhand von Grabausstattungen auf das Verhältnis von Mann und Frau bzw. die gesellschaftliche Stellung der Frau schließen zu wollen“, überfordere jedoch Quellen und Methodik der Archäologie.
Im universitären Wissenschaftsbetrieb werden zahlreiche Hypothesen und Methoden insbesondere von Klassikern der Matriarchatsforschung abgelehnt, wie beispielsweise eine historische Spekulation auf der alleinigen Basis der Interpretationen von Mythen, Legenden und Märchen. Als Reaktion darauf schlagen Autorinnen, die an der Matriarchatsidee festhalten, vor, eine komplexere Methodologie zu befolgen. Dabei sollen Fachdisziplinen wie Archäologie, Ethnologie, Religionswissenschaft, Volkskunde und „Oral History“, Geschichte, Soziologie u. a. kombiniert werden. Die Notwendigkeit interdisziplinärer Methoden für die Erforschung des Zusammenhangs von Gesellschaftsform, Religion, Geschlecht und der Vieldimensionalität von Geschlechterrollen in Gesellschaften betont auch die Religionswissenschaftlerin Stefanie Knauß. Zu den Schriften Göttner-Abendroths merkt sie jedoch kritisch an, dass diese Matriarchatsforschung aus dem Sammeln und Zusammenfügen von Mosaiksteinchen aus verschiedensten Quellen und Gesellschaften bestehe, und es fraglich bleibe, ob diese Quellen vergleichbar sind: „[…] aus einer Sammlung bunter Steine können schließlich sehr verschiedene Bilder entstehen. Dass in diesem Fall das Bild der idealen matriarchalen Gesellschaft entsteht, liegt […] an der Vorannahme, […] dass Matriarchate existierten und 'nur noch' im Detail beschrieben werden müssen.“

## Für Matriarchatstheorien angeführte Kulturen

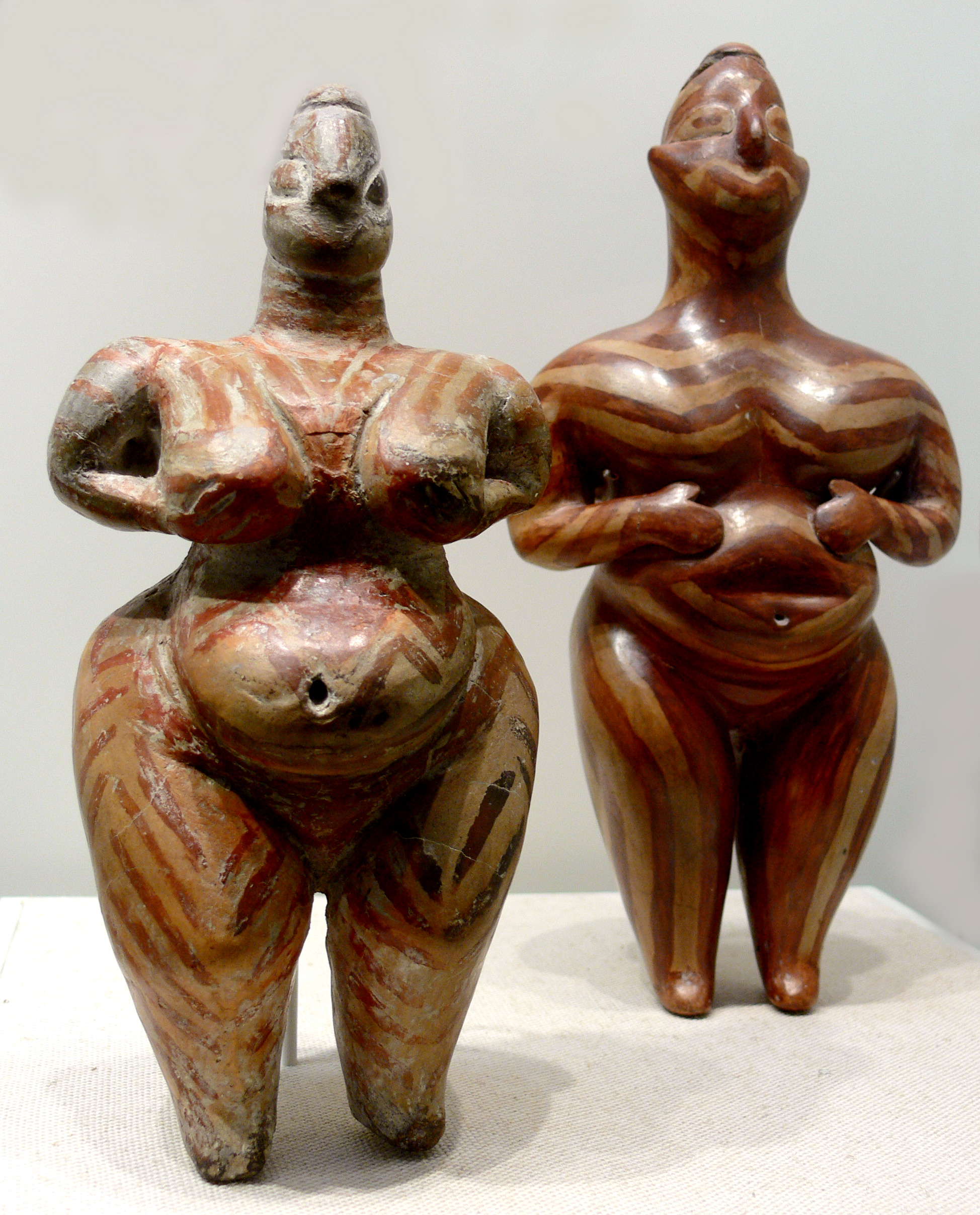
Frauenstatuetten aus Hacilar, Südost-Anatolien, Türkei (Museum für Vor- und Frühgeschichte Berlin)

Neben dem Paläolithikum gilt in Matriarchatstheorien das Neolithikum als matriarchal geprägt. Dabei wird von einer einheitlichen matriarchalen Entwicklung Europas ausgegangen. Insbesondere Heide Göttner-Abendroth verbreitete die Annahme eines neolithischen Matriarchats als geschichtliche Wirklichkeit. Der matriarchale Gesellschaftstyp soll nach ihrer Auffassung in der Jungsteinzeit (Neolithikum) global entstanden und am Ende der Bronzezeit gewaltsam abgelöst worden sein. Mit dieser Vorannahme interpretieren Anhänger der Matriarchatsidee alle neolithischen Fundorte als matriarchal und im Zirkelschluss als archäologischen Beweis einer matriarchalen Vorzeit. Diese Überzeugung speist sich nach Meret Fehlmann aus archäologischen Werken, „die nicht mehr den neuesten wissenschaftlichen Stand abbildeten und davon zeugten, dass eine Reihe großer Namen, vor allem der englischsprachigen Archäologie (Jacquetta Hawkes, James Mellaart, dem Entdecker von Çatalhöyük in den frühen 1960er Jahren, und Marija Gimbutas) nicht nur mit streng wissenschaftlichen Werken hervortrat, sondern auch Bücher publizierte, die sich an ein weiteres Publikum richteten.“ Hierdurch sei die Vorstellung der matriarchalen Vorzeit popularisiert worden, die Resultate ihrer Arbeiten und Ausgrabungen würden vom spirituellen Feminismus und der feministischen Matriarchatsforschung vereinnahmt und weiter popularisiert.

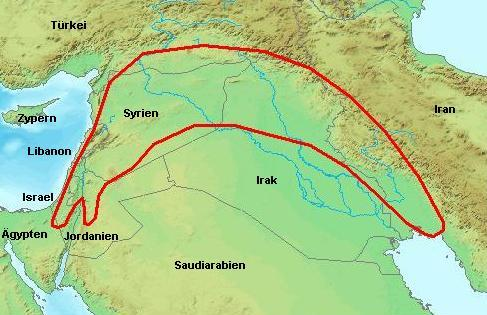
Fruchtbarer Halbmond

Unter dieser Prämisse werden folgende archäologische Kulturen in Europa und Vorderasien als historische Matriarchate diskutiert:
- die neolithischen Siedlungen des fruchtbaren Halbmonds wie Çayönü, Çatalhöyük; Hacılar Höyük, Nevali Cori, Jericho;
- die frühesten Siedlungen in Mesopotamien;
- die Indus-Kultur
- die jungsteinzeitliche Vinča-Kultur;
- die Bandkeramische Kultur
- die Megalithkulturen, denen z. B. das Hypogäum von Ħal-Saflieni auf Malta zugerechnet wird;
- die minoische Kultur auf Kreta.

## Vorkommen von Gewalt im späten Neolithikum
Die Vorstellung eines neolithischen Matriarchats wird unter anderem damit zu begründen versucht, dass archäologische Befunde aus dieser Zeit keine Anzeichen für Gewalt, Krieg und soziale Unterschiede ergäben. Seit den 1980er Jahren sind jedoch vermehrt archäologische Befunde entdeckt worden, wie das Massaker von Talheim in Baden-Württemberg, das Massaker von Schletz in Niederösterreich, das Massaker von Kilianstädten in Hessen und weitere, die dieses Bild gewaltfreier neolithischer Gesellschaften in Frage stellen. „Wie in Talheim sind die Täter (in Schletz) mit unglaublicher Brutalität vorgegangen, die auch vor Kindern aller Altersstufen nicht halt machte. Alle Schädel tragen Anzeichen massiver Gewalteinwirkung […] Auch in diesem Fall schlugen die Täter weiter auf ihre Opfer – und zwar vorzugsweise auf die Köpfe – ein, als sie bereits wehrlos am Boden lagen.“ (Brigitte Röder) Der Tübinger Ur- und Frühgeschichtler Jörg Petrasch hat methodenkritisch versucht, die Rate der Gewalttätigkeiten auf die Gesamtpopulation in der Bandkeramik hochzurechnen und kommt zu dem Schluss, dass solche Massaker keine singulären Ereignisse gewesen sein können. Demnach müssen Gewalttätigkeiten in den bandkeramischen Gesellschaften regelmäßig, wenn auch selten, vorgekommen sein. Abgesehen von solchen tödlich endenden Gewalttätigkeiten werden in den anthropologischen Veröffentlichungen zu bandkeramischen Skeletten Hinweise auf regelmäßig physische Auseinandersetzungen beschrieben, die von den Opfern überlebt wurden.
Die Prähistorikerin Eva-Maria Mertens zeigte anhand der Bandkeramiker, dass diese Kultur keine friedliche im Sinne der Matriarchatsanhänger war. In ihrer Studie kommt sie zu dem Schluss: „Wenn die These der Matriarchatsforscherinnen stimmt, dass die Zeit des Neolithikums von Matriarchaten bestimmt war, dann war es trotz der Frauenherrschaft keine friedliche Zeit. Wenn aber die Kernprämisse für den Nachweis eines Matriarchats Gewaltlosigkeit beziehungsweise Friedlichkeit ist, dann ist am Ende der Bandkeramik nicht von einem Matriarchat zu sprechen.“). Mertens betont, dass solche Hinweise auf Gewalt nicht nur Kennzeichen der ersten Ackerbauern in Mitteleuropa sind. Auch von den vorhergehenden Jägern und Sammlern in der Mittelsteinzeit (Spätmesolithikum) gebe es regelhaft Hinweise auf gewaltsam zu Tode gekommene Menschen.
Mit dem Neolithikum ging als Folge der mit Ackerbau und Viehzucht verbundenen Sesshaftigkeit ein Anwachsen der Bevölkerung einher und die Herausbildung erster sozialer Unterschiede und Hierarchien. Anhand der Skelettfunde lässt sich eine geschlechtsspezifische Arbeitsteilung nachweisen, wobei hauptsächlich die weiblichen Skelette Handarthrosen und andere Abnutzungserscheinungen aufweisen, die auf das Mahlen des Getreides in kniender Haltung hinweisen, außerdem „werden weibliche Skelette zusehends kleiner und zierlicher“. Verletzungen und Krankheiten, die sich am Skelett nachweisen lassen, nehmen drastisch zu (es gibt Hinweise auf ernährungsbedingte Krankheiten, beispielsweise nachgewiesen bei der Hälfte der Bewohner von Çatalhöyük); und nicht nur bei den Bandkeramikern finden sich Skelette – Frauen und Männer –, die auf einen gewaltsamen Tod schließen lassen. Ebenso ist die Vorstellung eines friedlichen Umgangs mit der Natur wahrscheinlich falsch, „die ersten Bauern wiesen vermutlich allen Ressourcen – Pflanzen, Tieren, Menschen – gegenüber eine ausbeuterische Haltung auf.“
Auch weitere Annahmen, um die Idee eines neolithischen Matriarchats zu stützen, werden fachwissenschaftlich zurückgewiesen, sie gelten in der Archäologie als widerlegt und von der Methodik her als unwissenschaftlich. So beispielsweise die Behauptung von Matriarchatstheoretikern, es gäbe eine Bedeutungskontinuität über Jahrtausende hinweg von Symbolen, die als Sprache der Urzeit und vereinfacht als Symbole der Göttin zu verstehen seien. Ebenfalls zurückgewiesen werden pauschale Deutungen von weiblichen oder anthropomorphen Darstellungen als Göttinnen und als Ausdruck einer religiösen Kontinuität vom Paläolithikum bis zum Neolithikum (und darüber hinaus) – einem Zeitraum, der mehr als 20.000 Jahre umspannt und mit tiefgreifenden soziokulturellen Veränderungen verbunden war.

“The common practice of jumping from Bronze Age European figurines to Palaeolithic Venuses and back again to neolithic material is in itself unscientific, for the figurines must be viewed against their economic and social backgrounds.”

„Die übliche Praxis des Springens von Bronzezeitfigurinen zu paläolithischen Venussen und wieder zurück zu neolithischem Material ist in sich unwissenschaftlich, weil die Figurinen in Bezug zu ihrem ökonomischen und sozialen Hintergrund betrachtet werden müssen.“

## Hypothesen zur Religion historischer Matriarchate
Für viele Vertreter der These von der Existenz historischer Matriarchate, aber auch utopischer Matriarchatsvorstellungen war die Idee eines Kults der Großen Göttin zentral. Bereits Johann Jakob Bachofen vertrat diesbezüglich spekulative Vermutungen. Einflussreiche und bekannte Hypothesen über Religion und Kult historischer Matriarchate haben Robert Graves und Heide Göttner-Abendroth vorgelegt.

## Dokumentarfilme
- Elke Werry: Mütter, Macht und Mythen – Gab es ein vorgeschichtliches Matriarchat? Along Mekong Productions für Süddeutschen Rundfunk SDR, Deutschland 1998 (45 Minuten).
- Elke Werry: Wie Schwestern – Matrilinearität auf der griechischen Insel Chios. ZDF, Deutschland 1985 (30 Minuten).
- Uschi Madeisky, Klaus Werner: Trommeln Der Liebe – Bräutigamraub bei den Garo in Indien. Colorama Film für NDR, Deutschland 2001 (60 Minuten; Info).
- Dokumentarfilme zu den Khasi in Nordostindien…
- Dokumentarfilme zu den Mosuo in Südchina…
- Dokumentarfilme zu den Minangkabau auf Sumatra…
- Dokumentarfilme zu den Warao in Venezuela…